# Masahiro Yasuhara
Masahiro Yasuhara (安原 昌弘, Yasuhara Masahiro, Osaka, 4 de fevereiro de 1963) é um ex-ciclista olímpico japonês. Yasuhara representou seu país durante os Jogos Olímpicos de Verão de 1996, em Atlanta.